# ريبيكا بيتر
ريبيكا بيتر (بالإنجليزية: Rebecca Angus)‏ هي لاعبة كرة قدم بريطانية، ولدت في 2 ديسمبر 1985 في ردكار في المملكة المتحدة. لعبت مع Jitex BK ‏.

## وصلات خارجية
- ريبيكا بيتر على موقع اتحاد النرويج (النرويجية)
- ريبيكا بيتر على موقع قاعدة بيانات كرة القدم.إي يو (الإنجليزية)
- ريبيكا بيتر على موقع Soccerway.com (الإنجليزية)